# Лотон, Кевин
Ке́вин Э́дмунд Ло́тон (англ. Kevin Edmund Lawton; род. 28 сентября 1960, Окленд) — новозеландский гребец, выступавший за сборную Новой Зеландии по академической гребле в перовой половине 1980-х годов. Бронзовый призёр летних Олимпийских игр в Лос-Анджелесе, победитель и призёр многих регат национального значения.

## Биография
Кевин Лотон родился 28 сентября 1960 года в Окленде, Новая Зеландия.
Занимался академической греблей в Окленде, проходил подготовку в столичном гребном клубе West End RC.
Наибольшего успеха в своей спортивной карьере добился в сезоне 1984 года, когда вошёл в основной состав новозеландской национальной сборной и благодаря череде удачных выступлений удостоился права защищать честь страны на летних Олимпийских играх в Лос-Анджелесе. В составе четырёхместного рулевого экипажа, куда также вошли гребцы Барри Мабботт, Дон Саймон, Росс Тонг и рулевой Бретт Холлистер, финишировал в главном финале третьим позади команд из Великобритании и США — тем самым завоевал бронзовую олимпийскую медаль.
После лос-анджелесской Олимпиады Лотон ещё в течение некоторого времени оставался в составе гребной команды Новой Зеландии и продолжал принимать участие в крупнейших международных регатах. Так, в 1985 году он выступил на мировом первенстве в Хазевинкеле — на сей раз попасть в число призёров не смог, в программе восьмёрок финишировал четвёртым.
Помимо занятий спортом работал строителем в Окленде. Впоследствии вместе с семьёй переехал на постоянное жительство в небольшое сельское поселение Ли на севере страны.